# Emilie Ulrich
Emilie Ulrich, född Boserup den 26 november 1872 i Frerslev vid Haslev, död den 31 januari 1952 i Köpenhamn, var en dansk operasångerska (sopran).
Hon utbildades av Sophie Keller och senare i Tyskland, och debuterade på Det Kongelige Teater den 9 maj 1894 som Margarethe i Arrigo Boitos Mefistofeles. Hon var sedan engagerad vid Det Kongelige Teater till sitt avsked 1917.
Ulrichs ljusa, klara sopran gav henne en framstående plats i operarepertoaren jämte sångare som Niels Juel Simonsen, Vilhelm Herold och Helge Nissen. Hon sjöng snart stora patetiska roller som Senta i Den flygande holländaren, Elsa i Lohengrin, Julia i Romeo och Julia, Violetta i La traviata och Nedda i Pajazzo, och senare lättare roller som Rosina i Barberaren i Sevilla, Zerlina i Don Juan och Angela i Den svarta dominon.
Ulrich ansågs inte vara någon större dramatisk talang, men musikalisk förståelse och inlevelse präglade hennes konst, och när rollen passade hennes personlighet sades hon förläna den med en egendomlig poesi. I en sådan roll, Mimi i La Bohème, uppträdde hon för sista gången den 21 maj 1917. Hon var kunglig kammarsångerska och gifte sig 1899 med överstelöjtnant Kay Ulrich. 1917 mottog hon medaljen Ingenio et arti, och 1932 tilldelades hon Tagea Brandts rejselegat for kvinder.